# Abdul Razzaq as-Sawsa
 (août 2019).
Si vous disposez d'ouvrages ou d'articles de référence ou si vous connaissez des sites web de qualité traitant du thème abordé ici, merci de compléter l'article en donnant les références utiles à sa vérifiabilité et en les liant à la section « Notes et références ».
Abdul Razzaq as-Sawsa (arabe : عبد الرزاق الصوصاع) était le chef de l'État de la Libye du 7 octobre 1990 au 18 janvier 1992.